# 설리: 허드슨강의 기적
《설리: 허드슨강의 기적》(Sully)은 2016년 9월에 공개된 미국의 드라마 영화이다. 클린트 이스트우드가 제작 및 감독, 토드 코마니키가 각본을 맡았다. US 에어웨이스 1549편 불시착 사고와 사건의 주인공인 기장 체슬리 설런버거를 이야기를 소재로 삼았다. 톰 행크스, 아론 에크하트, 로라 리니가 출연한다.

## 출연
- 톰 행크스 - 체슬리 설리 설렌버거
- 로라 리니 - 로리 설렌버거
- 아론 에크하트 - 제프 스카일스
- 애나 건 - 엘리자베스 데이비스 박사
- 샘 헌팅턴 - 제프 콜러제이
- 제리 페라라 - 마이클 덜레이니
- 오텀 리저 - 테스 소자
- 홀트 매캘러니 - 마이크 클리리
- 크리스 바워 - 래리 루니
- 제프 코버 - L. T. 쿡
- 마이크 오맬리 - 찰스 포터
- 밸러리 매해피 - 다이앤 히긴스
- 트레시 치모 - 에블린 메이
- 게리 윅스 - 리포터
- 맥스 애들러 - 지미 스테퍼닉
- 린 마로콜라 - 경찰서 직원
- 브렛 라이스 - 칼 클락
- 윌버 피츠제럴드 - 취객
- 퍼바 베디 - 구리스만
- 로버트 프랠고 - 의사
- 제레미 루크 - 빅터 개게로
- 도리스 맥카시 - 12B편 승객
- 웨인 배스트럽 - 브라이언 켈리
- 앤 큐잭 - 도나 덴트
- 제이미 셰리던 - 벤 에드워즈
- 몰리 헤이건 - 도린 월시
- 케이티 커릭 - 본인
- 마이클 래퍼포트 - 바텐더 피트
- 제인 개버트 - 실라 데일
- 빈스 롬바디 기장
- 쿠퍼 손턴 - 짐 휘터커
- 노엘 핑크 - 에마 카원

## 국가 교통 안전위원회(NTSB)의 묘사에 대한 분쟁[3]
본 영화는 국가 교통 안전위원회(NTSB)를 적대적으로 묘사 한 것에 대한 논쟁을 일으켰다. 클린트 이스트우드(Clint Eastwood) 감독은 영화발표에 앞서, 영화를 위한 사전 홍보영상에서 "NTSB는 그가 잘못하여 사고가 발생한 것처럼 상황을 만들어 셀렌버거를 유죄로 만들려고 했다" 고 언급했는데 영화출시 이후 NTSB조사관들은 그들의 묘사에 대해 이의를 제기했다.
크리스틴 니그로니(Christine Negroni)는 뉴욕 타임즈에서 "공식적 판서와 음성기록에 의거한 이 영화버전은, 조사관들을 항공사고에 대해 정해진 표준 절차 대로 접근하는 그들의 방식을 폐쇄적이고 기소(起訴)적인 인물로 묘사했다." 라고 썼다. 나아가서 NTSB의 수석 조사관인 로버트 벤존(Robert Benzon)은 영화의 묘사에 대해 "실제 조사관들은 이에 대해 아무도 우려하지 않을 것"이라고 반론을 제기했으며 전(前) NTSB 조사관들은 이 영화로 인해 많은 사람들이 "정부의 무능함" 의 증거로 받아드리진 않을지 걱정했다.
영화에서는 NTSB가 비행기가 공항에 비상착륙을 할 수 있음을 시뮬레이션으로 보여주고 있는데, 실제 공청회에서 담당 조사관인 로버트 벤존(Robert Benzon)은 "라구아디아(LaGuardia) 공항 및 테데보로(Teterboro) 공항으로 비행기가 성공적으로 착륙할 수 있는 어떤 시뮬레이션도 확실하지 않았다" 라고 밝혔다.

영화가 발표된 후 벤존(Benzon)은 아래와 같이 말했다.
"왜 작가와 감독이 NTSB의 역할을 부정확하게 묘사했는지는 모르겠지만, NTSB에 대한 그들의 생각은 영화적 권리를 넘어 지극히 주관적인 부정확함으로 왜곡되었다. 이 영화는 실제 항공 안전에 해로울 수 있다. 앞으로 사고와 그와 관련된 조종사들은 가혹하고 불공정한 조사관을 생각하게 될 것이다."
톰 행크스(Tom Hanks)는 AP통신에서 셀렌버거(Sullenberger)는 영화화된 자신의 배역으로 인해 일종의 곤란을 겪었으며 (시나리오의 사전 미팅에서) NTSB 조사관들의 실명을 사용하지 않도록 요청했다고 얘기했다.
톰 행크스(Tom Hanks)에 따르면, 센렌버거(Sullenberger)가 생각하기에 그들은 "검사(Prosecutor)"가 아니었고 영화에서 그들을 "검사처럼" 묘사하는 것은 부당하다고 느꼈다고 말했다.